# Клэр Андервуд
Клэр Гейл Андервуд (англ. Claire Hale Underwood) — персонаж американского веб-телесериала «Карточный домик» компании Netflix, сыгранный Робин Райт. Она является женой главного героя Фрэнка Андервуда. Ее прототипом стала Элизабет Уркхарт, персонаж британских романа и телесериала «Карточный домик», по которым и снята американская версия. Клэр — лоббист и руководитель экологической некоммерческой организации. Этот персонаж впервые появился в сериале в пилотном эпизоде «Глава 1».
Героиня была хорошо принята критиками. Райт выиграла премию «Золотой глобус» за лучшую женскую роль драматического сериала на 71-й церемонии награждения, став первой актрисой, удостоенной «Золотого глобуса» за роль в веб-сериале. Она также была номинирована на прайм-тайм премию «Эмми» на 66-й церемонии награждения.

## Критика

### Награды и номинации
18 июля 2013 года Netflix получила первые номинации на 65-й церемонии вручения прайм-тайм премии «Эмми» за свои собственные веб-телесериалы. Таких было три: «Замедленное развитие», «Хемлок Гроув» и «Карточный домик». Впервые три номинации на премию «Эмми» за лучшую главную роль были от веб-телесериалов: номинацию за лучшую мужскую роль в драматическом телесериале получил Кевин Спейси за исполнение роли Фрэнка Андервуда, номинацию за лучшую женскую роль в драматическом телесериале получила Робин Райт за роль Клэр Андервуд и номинацию за лучшую мужскую роль в комедийном телесериале получил Джейсон Бейтман роль Майкла Блата в «Замедленном развитии». 12 января 2014 года Райт получила премию «Золотой глобус» за лучшую женскую роль в драматическом телесериале. Тем самым она стала первой актрисой, получившей «Золотой глобус» за роль в веб-сериале.